# Generalplan Ost
El Generalplan Ost (GPO) fou un pla secret nazi de genocidi i neteja ètnica, concebut per ser realitzat als territoris ocupats per Alemanya a l'Europa de l'Est durant la Segona Guerra Mundial. El pla, preparat als anys 1939-1940, era part del mateix pla d'Adolf Hitler d'ampliar el Lebensraum alemany i la realització de la ideologia del Drang nach Osten a favor d'una expansió alemanya cap a l'est.

## Desenvolupament i reconstrucció del pla

Generalplan Ost senyalant-ne les fases i objectius a Polònia, Belarús, Ucraïna, Crimea i els estats bàltics, maig del 1942

El grup encarregat de l'esbós d'aquest pla fou l'Oficina Central de Seguretat del Reich (Reichssicherheitshauptamt - RSHA), l'òrgan de seguretat de les SS que s'encarregava de la lluita contra tots els enemics del nazisme. Es tracta d'un document estrictament confidencial i el seu contingut era conegut únicament per aquells que es trobaven en el nivell més alt de la jerarquia nazi.
Segons el testimoni de l'SS-Standartenführer Dr. Hans Ehlich (un dels testimonis en el cas VIII anterior als judicis secundaris de Nuremberg), la versió final fou elaborada el 1940. Com a alt oficial de l'RSHA, Ehlich era el responsable de la redacció del Generalplan Ost. Un precedent a aquest havia sigut el Ostforschung, una sèrie d'estudis i projectes d'investigació duts a terme al llarg de diversos anys per centres acadèmics per proveir la informació necessària. Les versions preliminars foren discutides pel cap de les SS Heinrich Himmler i els seus col·legues més fiables, fins i tot abans de l'esclat de la guerra. Aquesta circumstància fou mencionada per l'SS-Obergruppenführer Erich von dem Bach-Zelewski durant el seu testimoni en el judici d'oficials de l'Oficina Central de Raça i Assentament de les SS (SS-Rasse- und Siedlungshauptamt).
Gairebé tota la documentació del temps de la guerra sobre el Generalplan Ost fou destruïda expressament poc després de la derrota alemanya al maig de 1945. No es trobà cap exemplar del pla després de la guerra entre els documents conservats als arxius alemanys. Tanmateix, el fet que tal document fos creat i utilitzat per oficials nazis està fora de dubte. A més de testimoni d'Ehlich, existeixen diversos documents que fan referència a aquest pla o el complementen. Tot i que cap còpia del document real sobrevisqué, molts dels elements essencials del pla han sigut reconstruïts a partir de memoràndums, resums i altres documents auxiliars.
Un document important que feu possible recrear el contingut del Generalplan Ost amb gran precisió és una nota del 27 d'abril del 1942 titulada Stellungnahme und Gedanken zum Generalplan Ost des Reichsführers SS ("Opinions i idees referents al Pla General per a l'Est, del Reichsführer) i escrit pel Dr. Erich Wetzel, director de l'Oficina central de conselleria sobre les qüestions de política racial de l'NSDAP.

## Execució

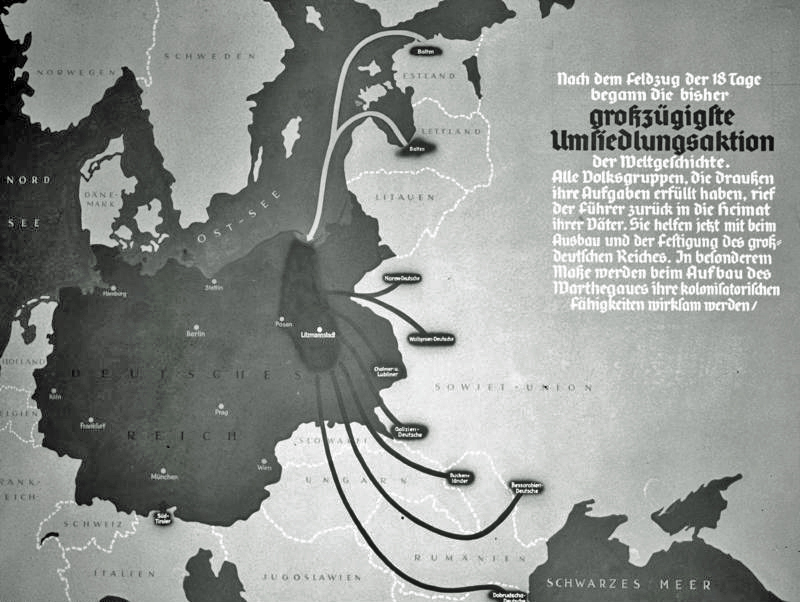
Mapa mostrant l'origen dels "colons alemanys" que havien de ser assentats en territori polonès durant el programa Heim ins Reich.

El Generalplan Ost considerava com a indispensable realitzar una neteja ètnica de l'Europa Oriental ocupada pel Tercer Reich i d'aquesta manera assegurar una amplíssima àrea de "colonització" a favor de civils alemanys en concloure la Segona Guerra Mundial. Dins de la doctrina nazi del Lebensraum o "espai vital", es considerava necessari que Alemanya comptés amb una vasta "reserva de territori" per a fins de colonització agrària, territori que podia obtenir-se expulsant-ne els anteriors ocupants.
El Generalplan Ost volia fer realitat la doctrina del Lebensraum mitjançant la deportació o extermini de la població d'origen eslau, afectant les àrees de la plana europea oriental, que serien colonitzades per agricultors alemanys (preferentment soldats veterans de la guerra i les seves famílies). Aquests colons formarien, segons la propaganda nazi, un "Bauernwall" o "mur de camperols" destinat a l'agricultura, assegurant el subministrament d'aliments a Alemanya i evitant un renaixement del "perill eslau".
L'execució d'aquesta pla implicava una gran "transformació" de l'espai físic, econòmic, i humà de les regions implicades, sent necessari desmantellar gairebé tota la indústria existent en aquestes àrees, impulsar l'agricultura com a gairebé única activitat econòmica i exterminar tota la població eslava present, excepte en els casos que part de població pogués ser germanitzada prou per ser explotada (i no "assimilada") pels colons alemanys ètnics.
El Generalplan Ost establia una primera "zona de colonització" que podia començar a executar-se en mig de la Segona Guerra Mundial, iniciant algunes polítiques puntuals per assolir aquest objectiu: l'extermini de jueus, generar fams artificials requisant tota la producció agrícola possible i enviant-la a Alemanya (com passà a Polònia, Ucraïna, Belarús, i Rússia), disminuir dràsticament el nivell de vida de la població eslava, fomentar malalties i desnutrició a escala massiva entre els eslaus, llançar programes d'esterilització humana a gran escala entre la joventut eslava, deportar la major quantitat possible de civils d'Europa Oriental per treball forçat a Alemanya i reprimir de manera violenta manifestacions culturals natives de tota mena (en especial contra la població polonesa i txeca). Els líders nazis consideraven que totes aquestes accions, executades de manera sistemàtica en un termini de 10 anys, haurien de reduir notablement la mida de la població eslava.
| Grup nacional | Percentatge a «eliminat»                                                    |
| ------------- | --------------------------------------------------------------------------- |
| Polonesos     | 80-85%                                                                      |
| Russos        | Un 50-60% «suprimit físicament» i el 15% no germanitzat, deportat a Sibèria |
| Belarussos    | 75%                                                                         |
| Ucraïnesos    | 65%                                                                         |
| Lituans       | 85%                                                                         |
| Letons        | 50%                                                                         |
| Estonians     | 50%                                                                         |
| Txecs         | 50%                                                                         |

Després de la guerra tant Adolf Hitler com Heinrich Himmler esperava que la despoblació entre els eslaus es troba tan avançada que pogués executar-se la colonització per part de 8 a 10 milions d'alemanys ètnics, els quals en un lapse de 20 a 30 anys constitueix el tan projectat Bauernwall contra els "eslaus salvatges", assegurant també el subministrament "infinit" d'aliments a Alemanya; a aquests colons alemanys s'unirien els eslaus i bàltics degudament "germanitzats" per proporcionar mà d'obra en situació de servitud. En aquell mateix període, la població eslava supervivent que no pogués germanitzar-se seria expulsada a Sibèria, a l'est dels Urals; tot i aquestes perspectives els líders nazis calcularen que gràcies la pauperització i l'explotació, cap al 1952 els eslaus supervivents a Europa Oriental serien pocs milions, debilitats i "inofensius", esperant fins i tot que almenys la nació polonesa s'hagués "extingit espontàniament" en aquella data.